# Friends: The Reunion
Friends: The Reunion (no Brasil e em Portugal: Friends: A Reunião), também conhecido como The One Where They Get Back Together (Aquele Em Que Eles Voltam a Estar Juntos), é um episódio especial de reunião da sitcom americana Friends. O episódio tem na produção executiva os co-criadores da série, Kevin S. Bright, Marta Kauffman, David Crane, o elenco principal do programa, e Ben Winston (que também é o diretor do especial). O episódio sem roteiro mostra os protagonistas a revisitar os estúdios de filmagens, incluindo várias surpresas e a partilha de cenas de bastidores. A reunião não é um novo episódio de Friends e não conta com o elenco original a reencarnar as suas personagens originais. O primeiro trailer oficial foi lançado a 19 de maio de 2021.
O episódio estreou a 27 de maio de 2021 na HBO Max e na HBO Portugal. No Brasil, a estreia ocorreu a 29 de junho de 2021, com a chegada do serviço HBO Max ao país.

## Produção
A 12 de novembro de 2019, o The Hollywood Reporter anunciou que a Warner Bros. Television estava a desenvolver uma reunião de Friends para a HBO Max, que contaria com o regresso de todo o elenco e dos co-criadores. A 21 de fevereiro de 2020, a WarnerMedia anunciou que uma reunião especial improvisada de Friends tinha sido encomendada e que contaria com o elenco original e com os co-criadores. 
O episódio terá produção executiva dos co-criadores do programa, Kevin S. Bright, Marta Kauffman e David Crane, e dos protagonistas, Jennifer Aniston, Courteney Cox, Lisa Kudrow, Matt LeBlanc, Matthew Perry e David Schwimmer. Ben Winston será o produtor executivo e diretor pela Fulwell 73. A Warner Bros. Unscripted & Alternative Television também está envolvida na produção do episódio.

### Filmagens
O episódio foi filmado em Los Angeles, Califórnia, no Stage 24, também conhecido como "The Friends Stage" na Warner Bros. Studios, Burbank, onde Friends foi filmado desde a sua segunda temporada. As filmagens da reunião começaram em abril de 2021. As filmagens do especial foram adiadas duas vezes, a primeira em março de 2020, com adata original de 23 de março de 2020, e a segunda em agosto de 2020, ambas devido à pandemia COVID-19.
O episódio foi filmado em frente a uma plateia ao vivo, "na sua maioria figurantes do Sindicato dos Atores, testados ao COVID e contratados para o efeito".
Foi a última vez que os seis personagens estiveram juntos em frente às câmeras, antes do falecimento do ator Matthew Perry em 2023.

## Elenco
- Jennifer Aniston como Rachel Green
- Courteney Cox como Monica Geller-Bing
- Lisa Kudrow como Phoebe Buffay
- Matt LeBlanc como Joey Tribbiani
- Matthew Perry como Chandler Bing
- David Schwimmer como Ross Geller

Convidados especiais
- David Beckham
- Justin Bieber
- BTS
- James Corden
- Cindy Crawford
- Cara Delevingne
- Elliott Gould
- Kit Harington
- Lady Gaga
- Larry Hankin
- Mindy Kaling
- Thomas Lennon
- Christina Pickles
- Tom Selleck
- James Michael Tyler
- Maggie Wheeler
- Reese Witherspoon
- Malala Yousafzai
- Nicollette Sheridan

## Exibição
O especial de reunião foi originalmente planeado para ser estreado em simultâneo com o lançamento da HBO Max a 27 de maio de 2020, juntamente com os restantes 236 episódios da série original que estavam disponíveis no lançamento. A 13 de maio de 2021, um teaser foi divulgado, anunciando que o especial da reunião ficaria programado para ser lançado a 27 de maio de 2021 na HBO Max. 

## Recepção e Premiações
No Rotten Tomatoes, o especial possui uma  taxa de aprovação de 65% com base em 55 avaliações, em consenso a crítica afirma:
"Pode funcionar melhor para os obstinados, mas quando corta o barulho e se concentra nas conexões Friends: The Reunion é tão caloroso e reconfortante quanto uma noite no café."
 No Metacritic o especial tem uma pontuação média ponderada de 65 de 100, indicando "críticas geralmente favoráveis" com base em 27 críticos.
A reunião foi indicada ao Emmy Awards em quatro categorias, inclusive Melhor Especial de Variedade Pré - Gravado, além de ter sido indicado para o Hollywood Critics Association de Melhor Série de Variedade de 2021.[carece de fontes?]
Ganhou o People's Choice Awards de Melhor Especial Pop de 2021 e o Rockie Awards em 2022 por Melhor Especial Comedy & Variety.[carece de fontes?]
A reunião foi indicada ao Emmy Awards de 2021 em quatro categorias, inclusive Melhor Especial de Variedade Pré - Gravado, além de ter sido indicado para o Hollywood Critics Association de Melhor Série de Variedade de 2021.[carece de fontes?]
Ganhou o People's Choice Awards de Melhor Especial de 2021 e o Rockie Awards em 2022 por Melhor Especial.[carece de fontes?]